# Kaspar von Steinsdorf

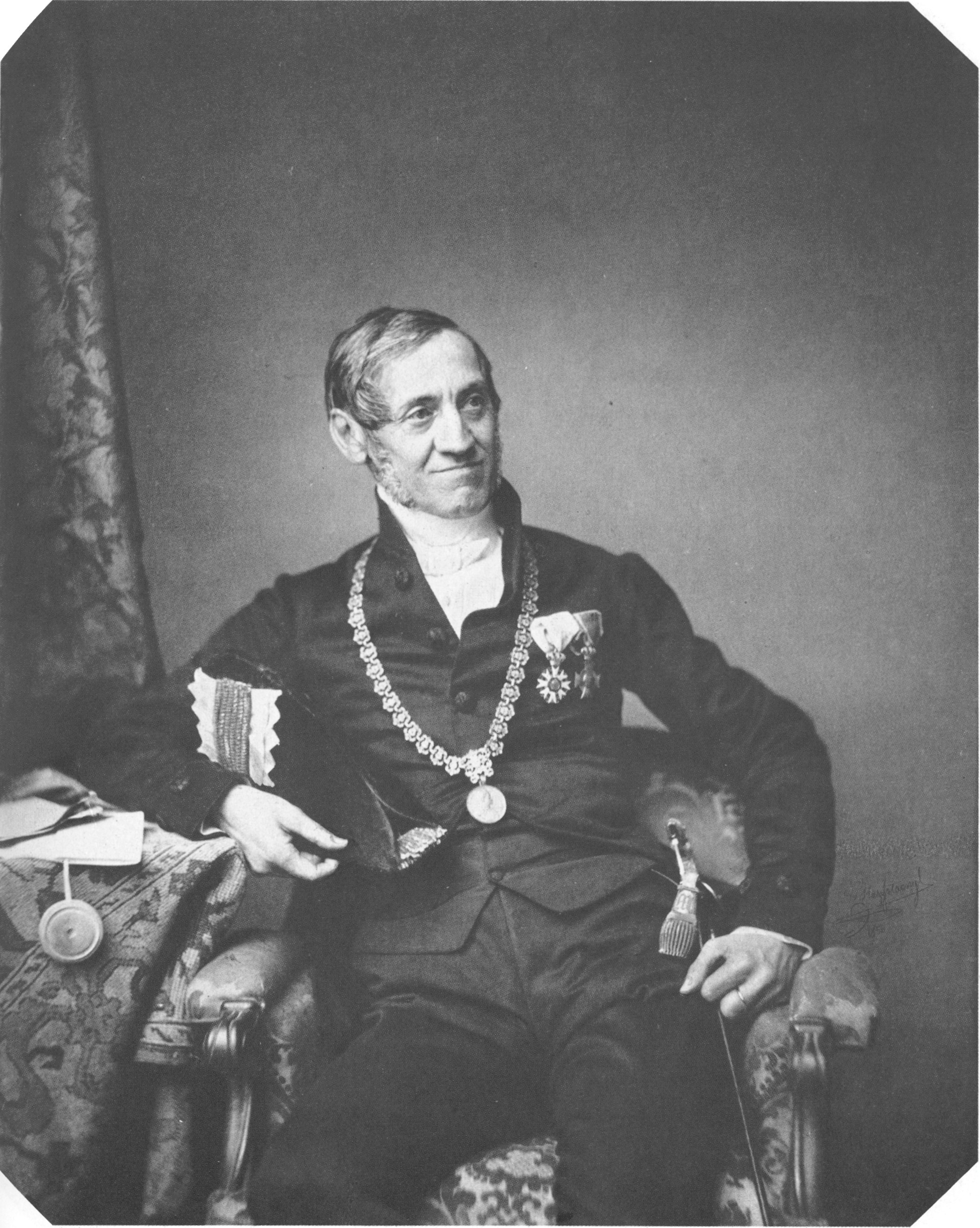
Kaspar von Steinsdorf (1856)

Kaspar von Steinsdorf (* 28. Februar 1797 in Amberg, Rentamt Amberg, Kurfürstentum Bayern; † 29. November 1879) war ein deutscher Kommunalbeamter und Politiker in Bayern.  

## Leben
Er war der Sohn des adeligen Advokaten Markus von Steinsdorf in Amberg. Er besuchte das Königliche Gymnasium Amberg. Er studierte an der Universität Landshut Rechtswissenschaft und wurde 1817 Mitglied des späteren Corps Palatia München. Anschließend  absolvierte er ein Praktikum am Landgericht Amberg und am Landgericht München. 1821 nahm ihn ein Rechtsanwalt als Konzipient an. 1822/23 wirkte er als Assessor (Akzessist) beim Kreis- und Stadtgericht, 1826 beim Appellationsgericht in München. Im April desselben Jahres stellte man ihn staatlicherseits als Kreis- und Stadtgerichtsassessor in Schweinfurt an. 1827 wechselte er in gleicher Anstellung nach München, 1830 als Gerichtsrat nach Amberg und 1832 wieder zurück in die Landeshauptstadt. Am 19. April 1836 erhielt Kaspar von Steinsdorf seine Beförderung zum Geheimen Sekretär im bayerischen Justizministerium.  
Vom 29. Mai 1837 bis 1854 amtierte von Steinsdorf als Zweiter Bürgermeister von München und stieg dann zum Ersten Bürgermeister der Hauptstadt auf. Dieses Amt hatte er vom 25. Oktober 1854 bis Mai 1870 inne. Seine Amtsstellung verwickelte ihn 1848 in die Vorgänge um das Ende von Lola Montez in München.
1849–1854 und 1859–1869 saß Kaspar v. Steinsdorf in der Kammer der Abgeordneten (Bayern). Er vertrat im Landtag keine Partei, galt jedoch als konservativ und befürwortete einen großdeutschen Staat unter Führung Österreichs.
1840 wurde er stellvertretender Vorsitzender des Münchner Vereins vom Guten Hirten, der sich um in Not geratene Frauen kümmerte und den neu eingeführten Schwestern vom Guten Hirten angeschlossen war. Am 1. Januar 1854 zeichnete ihn König Maximilian II. mit dem Ritterkreuz des Verdienstordens der Bayerischen Krone aus.
Nach seinem Tode wurde Kaspar von Steinsdorf auf dem Alten Südfriedhof (München) beigesetzt. Das monumentale Grabmal trug eine Bronzebüste, die durch Michael Wagmüller noch zu Steindorfs Lebzeiten für den Magistratssaal im Rathaus modelliert und später bei Miller gegossen worden war. Im Zweiten Weltkrieg wurde der Grabstein vorsätzlich zerstört und die Bronzebüste gestohlen. Sie blieb verschollen und am Grab brachte man eine neue, ganz einfache Bronzetafel an. Die Grabstätte befindet sich unter den Neuen Arkaden Platz 2 gegenüber Gräberfeld 28 Standort.

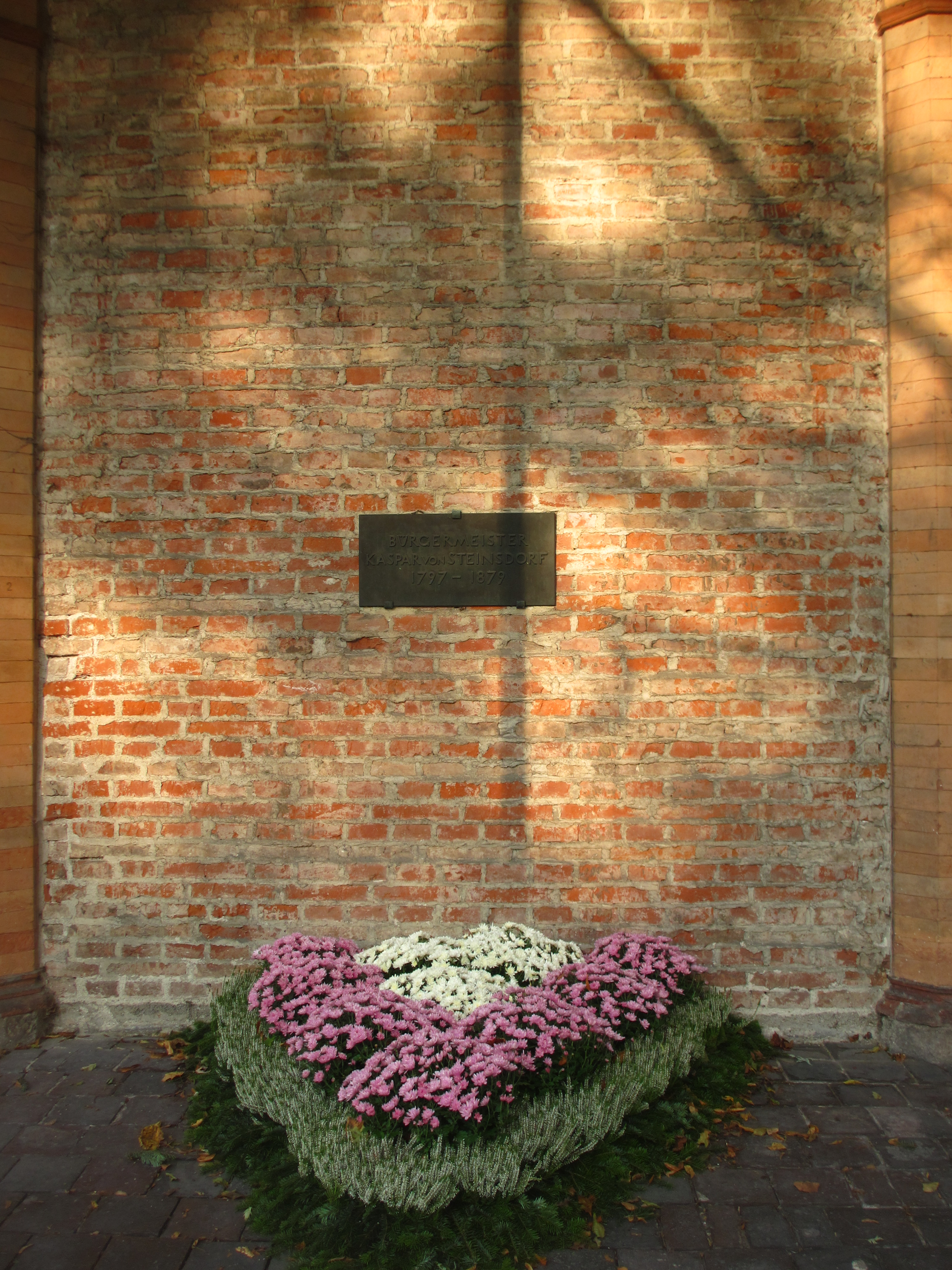
Steinsdorfs Grab
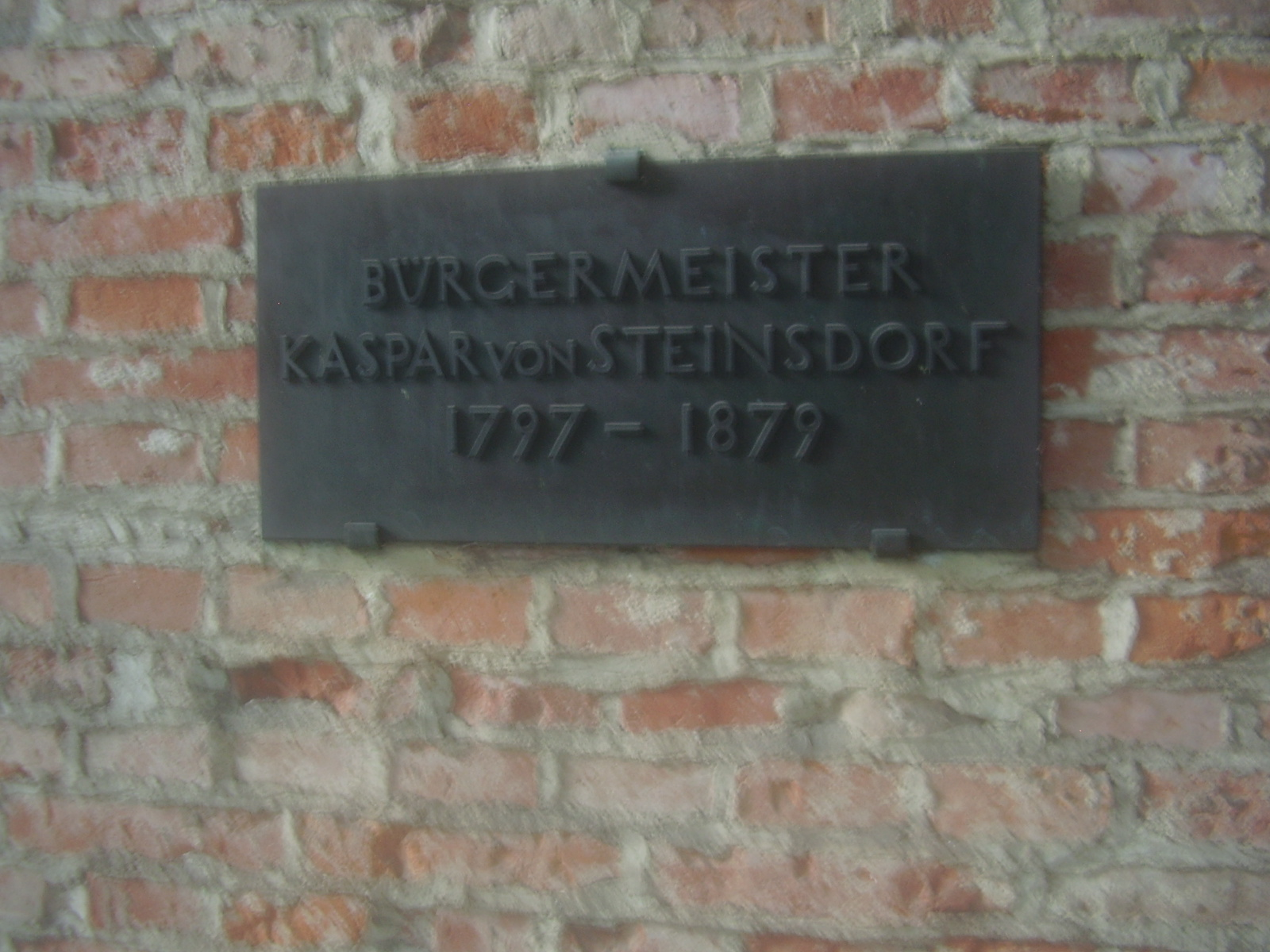
Bronzetafel am Grab